# لوئیز جیمسون
لوئیز جیمسون (انگلیسی: Louise Jameson؛ زادهٔ ۲۰ آوریل ۱۹۵۱) بازیگر اهل بریتانیا است.
از فیلم‌ها یا مجموعه‌های تلویزیونی که وی در آن‌ها نقش داشته است، می‌توان به برژراک اشاره نمود.